# Бакау (Уельс)
Бакау (англ. Bachau, валл. Bachau) — село в Сполученому Королівстві Великої Британії та Північної Ірландії, розташоване в центрі острова Англсі, в однойменному графстві Острів Англсі, у князівстві Уельс.